# Rasa del Borràs
La Rasa del Borràs, dita també la Rasa de Cellan, és un torrent afluent per la dreta de la rasa de l'Estany la qual, ensems, ho és del riu Negre. El seu recorregut transcorre íntegrament pel terme municipal de Riner (Solsonès).

## Descripció
Neix a un 300 metres a l'est de Rovira-sança i s'escola cap a la Rasa de l'Estany seguint la direcció predominant cap a les 2 del rellotge en els primers 2/3 del seu curs i cap a les 4 del rellotge en el darrer terç i tot deixant a la seva riba dreta la masia del Soler de Sant Jaume i a la seva riba esquerra l'ermita de Sant Jaume d'Alteracs i la masia de Borràs.

## Perfil del seu curs
| Recorregut (en m.) | Altitud (en m.) | Pendent |
| ------------------ | --------------- | ------- |
| 0                  | 819             | -       |
| 250                | 812             | 2,8%    |
| 500                | 800             | 4,8%    |
| 750                | 791             | 3,6%    |
| 1.000              | 781             | 4,0%    |
| 1.250              | 772             | 3,6%    |
| 1.500              | 755             | 6,8%    |
| 1.750              | 743             | 4,8%    |
| 2.000              | 733             | 4,0%    |
| 2.250              | 715             | 7,2%    |
| 2.419              | 696             | 11,2%   |

## Xarxa hidrogràfica
La xarxa hidrogràfica de la Rasa del Borràs està integrada per un total de 3 cursos fluvials dels quals 2 són subsidiaris de 1r nivell. La totalitat de la xarxa suma una longitud de 3.473 m.

### Distribució per termes municipals
Tota la xarxa transcorre pel terme municipal de Riner